# Roode Vaart

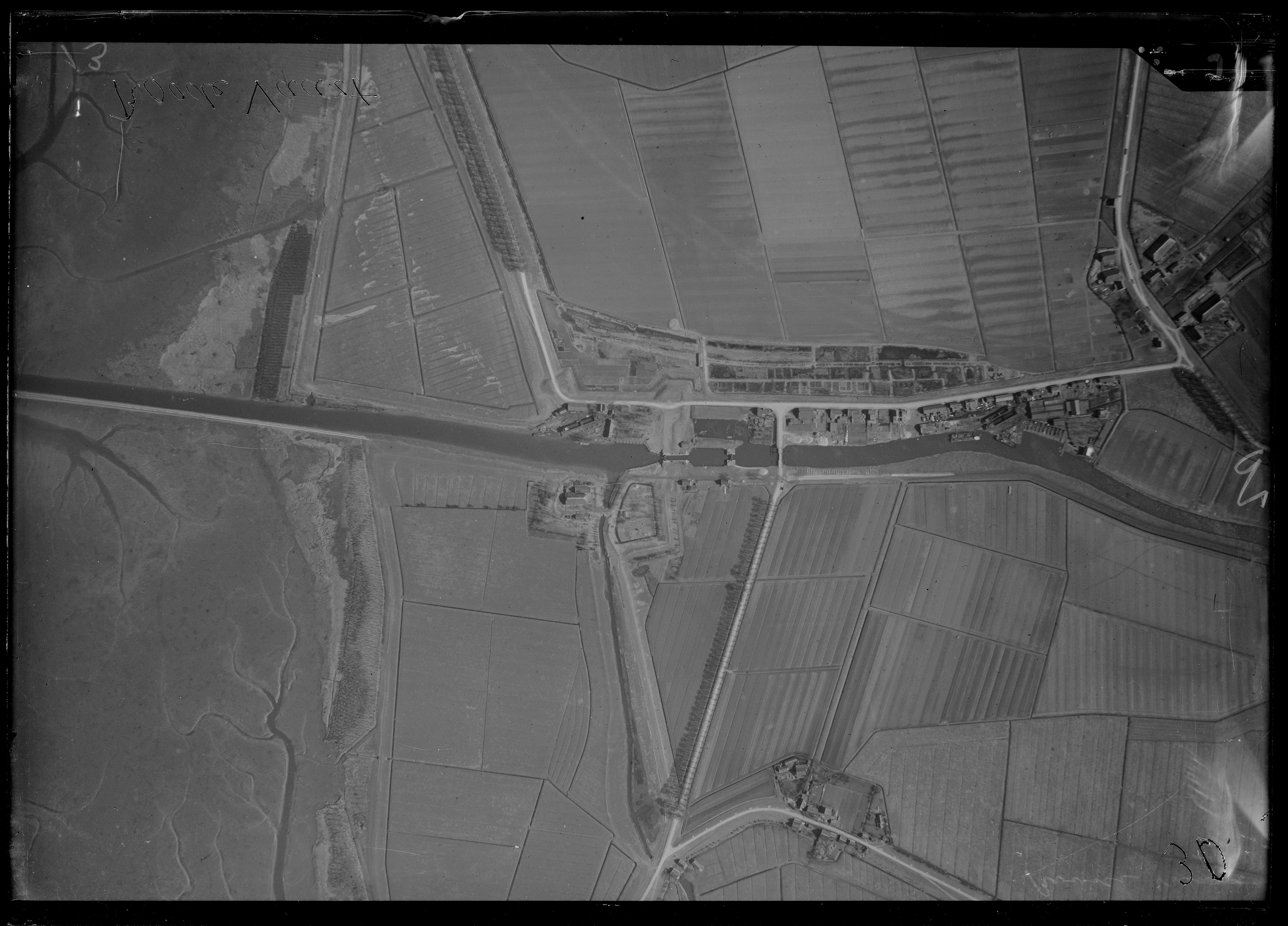
Een luchtfoto van de Roode Vaart (1920-1940)

De Roode Vaart is een kanaal in Noord-Brabant. Het verbindt de Mark via Zevenbergen en Moerdijk met het Hollandsch Diep. Sinds het dempen van de Noord- en Zuidhaven, in het centrum van Zevenbergen, bestaat de Roode Vaart uit twee afzonderlijke delen. De verbinding tussen het noordelijke en zuidelijke traject was tot 2021 overkluist. In het kader van het Centrumplan Zevenbergen is het in 2021 weer opengraven. Het noordelijke deel van de Roode Vaart wordt aangeduid met Roode Vaart Noord en is bevaarbaar voor schepen tot CEMT-klasse II. Met als grootste waarden: lengte 50 m, breedte 6,7 m, diepgang 2,4 m. Een maximale hoogte van 7,2 m is toegestaan tot Scheepswerf Moerdijk. In het kanaal ligt de Sluis Roodevaart, in beheer bij het Waterschap Brabantse Delta. De buitendeur is een hefdeur die normaal opengaat tot NAP +7 m. Op verzoek kan de hefdeur tot NAP +14,6 m. De sluis heeft een lengte van 87 m, een breedte van 15,5 m, en een drempeldiepte aan de buitenkant van NAP −2,8 m, en aan de binnenkant NAP −2,1 m. Vlak na de sluis ligt een ophaalbrug met een gesloten doorvaarthoogte van 1,6 m. In de richting van Zevenbergen ligt over het kanaal een vaste spoorbrug met een doorvaartbreedte van 21,5 m en een doorvaarthoogte van kanaalpeil +10,2 m, gevolgd door de verkeersbrug voor de A17, ook met een breedte van 21,5 m, maar een doorvaarthoogte van kanaalpeil +7 m.

## Omschrijving
De Roode Vaart watert af naar de Mark-Dintel en wordt van het Hollandsch Diep gescheiden door een schutsluis. Ten noorden van Zevenbergen is de Roode Vaart circa 25 tot 30 m breed. Op het zuidelijke traject is de breedte circa 18 m. Ten noorden van Zevenbergen wordt een peil van circa 0,55 m boven NAP gehandhaafd. Op het zuidelijke traject ligt de waterstand rond NAP. De Roode Vaart fungeert als boezemsysteem voor de aangrenzende poldergebieden. De belangrijkste afvoergemalen zijn gemaal De Eendragt (capaciteit 2 m³/s) ten noorden van Zevenbergen en gemaal Den Biggelaar (4 m³/s) dat direct ten zuiden van Zevenbergen afwatert op de Roode Vaart.

## Geschiedenis
De Roode Vaart was oorspronkelijk een riviertje, waarschijnlijk een zijtak van de Mark-Dintel. Na de Sint-Elisabethsvloed werd de Roode Vaart een zeearm die in verbinding stond met de (nu verdwenen) Mooie Keene in het westen en met het Hollandsch Diep in het noorden. De omgeving van de Roode Vaart werd in de eeuwen erna geheel ingepolderd en de Roode Vaart zelf werd vergraven tot kanaal.